# Ruben den Uil
Ruben den Uil (Ede, 3 februari 1991) is een Nederlands voetbaltrainer. Met ingang van het seizoen 2024/25 is hij hoofdtrainer van Excelsior Rotterdam, waar hij eerder fungeerde als assistent-trainer.

## Carrière

### Jeugd en opleiding
Den Uil werd geboren in Ede en volgde de middelbare school aldaar aan Het Streek. Vervolgens ging hij studeren aan het CIOS in Arnhem en daarna voltooide hij de HBO-opleiding Sport Management & Ondernemen, en haalde trainersdiploma’s bij de KNVB.

### Voetbaltrainer
Den Uil begon zijn trainerscarrière als jeugdtrainer bij Ajax, waarna hij ook een jaar actief was in de jeugdopleiding van Utrecht. In 2015 kwam hij bij Sparta Rotterdam terecht, waar hij verschillende jeugdelftallen onder zijn leiding had gedurende zes seizoenen. Medio 2021 trad hij aan als assistent-trainer bij een andere Rotterdamse voetbalclub, Excelsior. Nadat de club besloot Marinus Dijkhuizen te ontslaan na de degradatie van het eerste elftal in 2024 werd Den Uil doorgeschoven naar de positie van hoofdtrainer. Hij tekende een contract tot medio 2026 en kreeg de ervaren Adrie Koster naast zich als assistent-trainer. Onder leiding van Den Uil kende de Rotterdammers een sterk seizoen, waarin ze uiteindelijk op de tweede plaats eindigde en na een jaar afwezigheid terugkeerde in de Eredivisie.

## Erelijst

### Als voetbaltrainer

#### Excelsior
Eerste divisie:
- Runner-up (promotie) (1): 2024/25